# Seconda chance (romanzo)
Seconda chance (2nd Chance) è il secondo romanzo poliziesco dello scrittore statunitense James Patterson riguardo alla serie di racconti coi protagonista è Lindsay Boxer, detective della polizia di San Francisco. Il ciclo, che ha come personaggio principale il detective Boxer, verrà ribattezzato "le donne del Club Omicidi", proprio dal nome del club fondato dal detective Boxer e dalle sue colleghe.

## Trama
Le donne del "Club Omicidi" non hanno tempo libero nella bellissima e violenta San Francisco. Un folle spara ripetuti colpi di arma da fuoco davanti ad una chiesa contro un coro di bambini, e uccide una ragazzina di colore, Tasha. Questo assassinio senza senso fa piombare la città nella morsa dell'odio e dell'intolleranza razziale. Il detective Boxer deve mettercela tutta, per cercare di assicurare l'omicida alla legge. Ma mentre indaga e sembra trovare dei “perché”, una donna di colore viene trovata impiccata, e immediatamente si comprende che è un suicidio simulato per nascondere un delitto; gli indizi scarseggiano, di prove neppure l'ombra, eppure il killer continua a colpire. Ma se la ragione delle morti non fosse il razzismo? Lindsay chiama rapporto le menti del Club e la verità, ancora più sconvolgente di quanto si volesse credere, emerge.